# Les Héroïnes du mal
Pour plus de détails, voir Fiche technique et Distribution.
Les Héroïnes du mal est un film érotique français réalisé par Walerian Borowczyk, sorti en 1979.

## Synopsis
Le film est divisé en trois épisodes autonomes, qui se situent à des périodes différentes et mettent en vedette des protagonistes féminins, dont les noms commencent tous par la lettre « M » comme dans le mot « mal » et qui commettent des crimes passionnels.
Margherita
En 1520, le peintre Raphael Sanzio espionne sa maîtresse Margherita Luti lorsqu’elle fait l’amour avec son amant Tomaso dans les ruines de Rome. Pendant qu’elle est assise dans l’atelier du peintre, le riche banquier Bernardo Bini l'épie par le trou de la serrure. Raphael, qui le remarque, perce l'œil de Bini avec un pinceau. Pour se venger, le banquier séduit Margherita avec des bijoux et l’incite à assassiner Raphael avec des cerises empoisonnées. Mais Margherita, déjouant tout le monde, empoisonne Bini et Raphael, avant de retourner avec les bijoux chez son amant Tomaso.
Marceline
En fin de siècle en France, Marceline Caïn, la fille adolescente débauchée d’une famille bourgeoise, passe tout son temps avec son lapin, avec lequel elle profite de moments intimes sur la pelouse. Ses parents, agacés par leur incapacité à contrôler son comportement sauvage, mettent le lapin à la casserole et le servent pour le dîner. Plus tard dans la soirée, Marceline rend visite au livreur local Pétrus à l’abattoir où il travaille. Marceline y perd sa virginité dans un enclos à moutons et s’évanouit à la vue de son propre sang. Pétrus, croyant à tort qu’il l’a tuée, se pend, se rendant compte de son erreur juste avant d'expirer. Marceline retourne à la maison et tranche la gorge de ses parents. Placée dans un couvent pour filles, elle ravit les autres pensionnaires avec son histoire macabre.
Marie
Dans le Paris contemporain, Marie, l’épouse d’un riche galeriste, est enlevée par le malfaiteur Antoine devant une librairie. Elle est bâillonnée dans une camionnette, menottée et obligée d’exiger par téléphone une grosse rançon de son riche mari. Elle rencontre plus tard son mari dans une rue animée. Le ravisseur, qui la garde par le viseur de son arme, découvre qu’il n’a pas encore payé la rançon, mais qu’il était sur le point de dépenser l'argent pour l'achat d'un tableau. Il l'amène ensuite dans un entrepôt désaffecté, où il la viole dans la camionnette. Heureusement, César, le Doberman noir de Marie, qui a suivi son odeur dans les rues de Paris, vient à son secours, et démasque ainsi Antoine et, quand il surgit de manière inattendue, aussi son mari. Marie, encore nue, embrasse son sauveur.

## Fiche technique
- Titre français : Les Héroïnes du mal
- Réalisation : Walerian Borowczyk
- Scénario : Walerian Borowczyk et André Pieyre de Mandiargues
- Musique : Philippe d'Aram et Olivier Dassault
- Pays d'origine : France
- Format : Couleurs - 1,66:1 - Mono
- Genre : érotique
- Date de sortie : 1979

## Distribution
- Marina Pierro : Margherita Luti
- Gaëlle Legrand : Marceline Caïn
- Pascale Christophe : Marie
- François Guétary : Raphael Sanzio
- Jean-Claude Dreyfus : Bernardo Bini
- Jean Martinelli : le pape
- Noël Simsolo : Julio Romano
- Gérard Falconetti : Tomaso
- France Rumilly : Madame Caïn
- Yves Gourvil : Monsieur Caïn
- Henri Piégay : le mari de Marie
- Gérard Ismaël : Antoine
- Lisbeth Arno : Floka, la servante
- Assane Fall : Pétrus
- Robert Capia
- Daniel Marty
- Mazouz Ould-Abderrahmane